# Torture au Tibet
La torture est l'imposition volontaire de sévices d'ordre physique ou psychologique qui visent à faire souffrir un individu. Elle a pour but d'obtenir des aveux ou de terroriser des populations.  La torture est proscrite par le droit international depuis la fin de la Seconde Guerre mondiale.
La torture était présente dans la société tibétaine avant  l'« invasion chinoise » ou « libération pacifique » de 1950. Mais à partir du soulèvement tibétain de 1959 suivi de la révolution culturelle au Tibet, les actes de torture auraient entraîné la mort de plusieurs milliers de Tibétains selon l'administration centrale tibétaine. Ainsi en 1993, Bernard Kouchner évoque 92 000 Tibétains morts sous la torture.
En 2005, après 10 ans de négociation entre  l'Organisation des Nations unies et les autorités chinoises, Manfred Nowak, le rapporteur spécial sur la torture de la Commission des droits de l'homme des Nations unies, a pu visiter du 20 novembre au 2 décembre  la Chine et en particulier le Tibet, il y a noté  la persistance de tortures en mentionnant toutefois la diminution de celles-ci.

## Tortures avant la «libération pacifique» de 1950

### La période du protectorat mandchou
(octobre 2015).
Avant le XIXe siècle, ainsi qu'en fait état Conrad Malte-Brun dans son « Précis de géographie universelle » publié en 1820, le code criminel tibétain était constitué de 41 articles extrêmement sévères : « le coupable et le complice d'un crime (étaient) tous deux punis de mort; le voleur (était) condamné à la restitution du double de ce qu'il a(vait) pris, à avoir les yeux crevés, le nez coupé, ou bien les mains et les pieds ». Malte-Brun ajoute que la torture y était pratiquée « avec un tel raffinement de cruauté » qu'il préfère ne pas « en faire la peinture ».
Au début du XIXe siècle, les Chinois remplacèrent le code tibétain par leurs propres lois, et sous certains aspects les Tibétains y gagnèrent. Selon la loi chinoise de cette époque, en Chine, les exécutions ne sont pratiquées qu'une fois par an, par strangulation ou décapitation. En Chine, bien que la torture fût alors légalement abolie, elle était pratiquée arbitrairement par les magistrats, surtout dans les provinces éloignées. Selon un missionnaire de l'époque, quand un suspect était arrêté et n'avouait pas, il était soumis « à la question » et l'on « redoublait de cruauté » jusqu'à ce qu'il avoue, il était rare que le suspect survive longtemps à ce qu'il avait enduré.

### Sous le13edalaï-lama
Ces châtiments furent interdits en 1898 par le 13e dalaï-lama Thubten Gyatso en même temps que la peine de mort, sauf pour  les cas de haute trahison et de conspiration contre le régime. Cependant, selon le tibétologue Alex McKay, il y eut des cas isolés de peine capitale dans les années qui suivirent. Citant Melvyn C. Goldstein, il évoque la mort de Padma Chandra. Selon Dundul Namgyal Tsarong, ce général indien en fuite a été tué par des troupes tibétaines auxquelles il aurait résisté. Citant l'Oriental and India Office Collection, McKay mentionne l'exécution d'un jeune homme impliqué dans le vol du cheval de l'administrateur du Tibet occidental. McKay rappelle qu'on continuait à infliger, pour de nombreux délits, des châtiments corporels entraînant souvent la mort. Il ajoute que le dalaï-lama avait interdit les peines de mutilation, et qu’en raison de son abolition de la peine de mort, « les exécutions étaient rares, en particulier au niveau de l'État ».

### Sous la Régence
Heinrich Harrer, alpiniste et explorateur autrichien vécut au Tibet de 1944 à 1951, sous la Régence du 3e Taktra Rinpoché (1941–1950). Il indique dans son livre, Lhassa : le Tibet disparu qu'il « arrivait que l'on batte certains criminels coupables de délits graves. Dans ce cas, on fouettait l'homme jusqu'à lui briser les tendons derrière les genoux, si bien qu'il en demeurait infirme à vie ». Par ailleurs il mentionne qu'avant la mise en œuvre des réformes du 13e dalaï-lama, on punissait les grands criminels en leur coupant la main puis le moignon était plongé dans du beurre en ébullition.
Selon Rebecca Redwood French, pour appuyer la procédure criminelle, le juge se servait d'au moins trois types de fouets ou rta-lcag. Le byor lcag, fouet d'accueil du prévenu. Le dri-lchags, fouet réservé à la question du criminel, le thon-lcag, fouet d'exécution et d'application des peines. Le criminel était fouetté au moins deux fois avant la peine. Lorsque l'affaire était jugée à Lhassa, la peine se déroulait sur la place de la flagellation, à côté du Nang-tsé-shag ou tribunal de la ville.

## Tortures après l'invasion chinoise de 1950

### Positions des autorités chinoises
La Chine a signé en 1988 la Convention contre la torture autres peines et traitements cruels ou dégradants s'interdisant ainsi d'utiliser ces pratiques envers les opposants au régime chinois, les prisonniers d'opinion ou de droit commun et les manifestants. Cependant Wang Zhenchuan, procureur adjoint du parquet suprême de la République populaire de Chine, a indiqué publiquement en 2006 que « la plupart des erreurs judiciaires en Chine sont la conséquence d'aveux extorqués sous la torture ».
En avril 2009, pour la première fois la Chine met en place un plan d'action national en faveur des droits de l'homme pour les années 2009-2010.

### Morts sous la torture
Phuntsok Lhundup, un moine du monastère de Drepung, âgé de 32 ans, fut arrêté le 10 mars 2008 lors des troubles au Tibet en mars 2008, est mort en détention en août 2009. Selon le Centre tibétain pour les droits de l'homme et la démocratie, le moine serait décédé du fait de tortures, de mauvais traitements et de l'isolement qu’il a subi.
En février 2014, Kunchok Dhakpa, âgé d'environ 20 ans, un Tibétain arrêté en 2013 lors d'une manifestation contre les activités minières  de la montagne de Naglha Dzamba dans le comté de Driru est mort à la suite de tortures. Son corps a été remis à sa famille le 28 décembre 2013.

### Interventions d'organisations internationales
- En juin 1999, la Ligue internationale des droits de l'homme, organisation non gouvernementale dotée du statut consultatif spécial, indique devant la commission des Droits de l'homme de l'ONU[13] les cas de torture au Tibet en ces termes:

« L'article premier de la Convention contre la torture et autres peines ou traitements cruels, inhumains ou dégradants, à laquelle la Chine est partie, interdit toute forme de torture. Aucune source indépendante n'a pourtant fait état d'une amélioration dans le traitement des prisonniers politiques tibétains. La torture reste courante dans les centres de détention et prisons et de nouvelles méthodes, comme l'"exercice à outrance", se répandent et viennent s'ajouter aux méthodes habituelles : décharges à l'aide d'une matraque électrique; passage à tabac; marquage au fer rouge; ébouillantage; suspension par les pieds ou par les pouces; coups de pied; attaques par des chiens; exposition à des températures extrêmes; privation de sommeil, de nourriture et d'eau; mise au cachot; violences sexuelles; menaces de torture et de mort.»
- En 2005, Manfred Nowak a invité  le gouvernement chinois à supprimer ses dispositifs de rééducation par le travail : « Ces méthodes comprennent une pression psychologique très forte sur les détenus pour qu’ils changent leur personnalité en confessant leur culpabilité». Selon Manfred Nowack, ces dispositifs de rééducation par le travail contreviennent à la convention sur les droits civils et politiques[14].
- En 2006, le parlement européen adopte une résolution demandant à la Chine des explications pour différents cas de tortures au Tibet concernant[15]
  - Un  moine tibétain Ngawang Jangchub est décédé en octobre 2005 dans le monastère de Drepung durant une session "d'éducation patriotique".
  - Cinq autres moines tibétains du monastère de Drepung eux aussi arrêtés en 2005, et incarcérés qui auraient probablement été torturés.
- Amnesty International signale la mort de neuf détenus en 1998 essentiellement des moines et des nonnes dans la prison de Drapchi. Selon Amnesty, « Ces neuf détenus seraient morts des suites de passages à tabac et de diverses autres formes de torture et de mauvais traitements que leur auraient administrés des surveillants»[16]. De même en 2007, des enfants tibétains ont été arrêtés pour avoir écrit des slogans en faveur de l'indépendance du Tibet. Détenus dans la province du Gansu, Amnesty  indique qu'ils sont menacés de mauvais traitements et de tortures, un des enfants est hospitalisé avec des blessures à la tête[17].
- En 2008, Amnesty-International demande « qu’une enquête impartiale soit menée sans délai sur les actes de torture et autres types de mauvais traitements qu’auraient subis des détenus tibétains, afin que les responsables présumés puissent être déférés à la justice »[18].

### Tortures pendant la révolution culturelle
Selon Gilles van Grasdorff, les exactions commises lors de la révolution culturelle par les gardes rouges envers la communauté religieuse, conduisent à des persécutions et des humiliations notamment à travers les thamzings. De nouveaux camps furent ouverts, les Tibétains y étaient « enchainés, battus à mort, obligés de travailler par des températures polaires ». Outre les sévices physiques, il existait la « torture mentale ». « Battus, humiliés, torturés, les prisonniers en arrivaient à remercier leurs tortionnaires ».
Selon Pierre-Antoine Donnet, les tortures comprennent  des viols de Tibétaines, et même d'enfants. On coupe aussi les mains, les oreilles, le nez et la langue des victimes qui doivent parfois creuser leur propre tombe avant d'être exécutés.

### Tortures à la suite des troubles au Tibet en 2008
- Goshul Lobsang, 43 ans, qui participa à une manifestation à Bhelban, comté de Machu, au cours des troubles au Tibet en 2008. Accusé d'être l'organisateur de manifestations, il entra dans la clandestinité et fut arrêté le 16 mai 2010 fut sévèrement battu et torturé durant sa détention dans le comté de Machu, selon une source tibétaine. Il fut condamné à 12 ans de prison. Du fait de l'absence de soins médicaux, et d'un régime de diète, sa santé s'est gravement détérioré. Il fut libéré pour raison médicale, le 27 octobre 2013. Il est mort des suites des tortures le 19 mars 2014[21]. Selon le Centre tibétain pour les droits de l'homme et la démocratie, il a reçu des injections pour exacerber sa douleur, en violation du droit international et de toute éthique médicale[22].
- Tenzin Choedak

### Tortures de femmes tibétaines
- Ghang Lhamo alors âgée de 22 ans, diplômée de l'université du Tibet[23] fut arrêtée le 30 décembre 1989 à la suite de sa participation à une manifestation d'étudiants contre la politique chinoise. Arrêtée, elle fut emprisonnée pendant un an à Taktsé, où elle subit des tortures en prison ce qui affecta gravement sa santé. Sa famille donna des pot-de-vin aux fonctionnaires de la prison pour qu'elle puisse recevoir un traitement médical[24]. Elle fut ensuite transférée à Gutsa, où durant trois ans, elle est contrainte aux travaux forcés, et à une forme de rééducation. Après que sa santé se soit détériorée, elle fut transférée à Lhassa, où elle travailla quelques années dans une école pour les orphelins de Choshor à Lhassa[25]. Elle a été libérée en 1993, à l'issue de sa peine[26].
- Lors des manifestations de 1998 dans la prison de Drapchi, Amnesty International rapporte les tortures subies par la religieuse Drugkyi Pema. « La jeune fille aurait confié à une codétenue qu’on lui avait appliqué une matraque électrifiée sur le visage et sur les seins et qu’on lui avait également enfoncé cette matraque dans le vagin  ». Drugkyi Pema est décédée à Drapchi, elle avait 21 ans[27]
- Lhundrub Sangmo et Rizin Choekyi, deux nonnes bouddhistes qui ont passé 12 et 9 ans dans les geôles chinoises et ont été libérées respectivement en 1999 et en 2002, rapporte avoir vécu tortures, passages à tabac, et privation de nourriture, ce qui est corroboré par leur état de santé déplorable et leur maigreur effrayante. Rizin Choekyi déclara « Dès le premier jour, l'interrogateur m'a enfoncé une matraque électrique dans la bouche. Au moindre écart, nous étions pendues à un arbre, déshabillées et battues sur tout le corps. »[28].
- En 1999, la Ligue internationale des droits de l'homme, organisation non gouvernementale dotée du statut consultatif spécial, indique devant la commission des Droits de l'homme de l'ONU[13] évoque les cas d'avortements et de stérilisations forcés:

« Régulation forcée des naissances. Bien que la Chine ait ratifié la Convention sur l'élimination de toutes les formes de discrimination à l'égard des femmes, la violence d'État à l'encontre des femmes est chose courante. L'article 16 de la Convention reconnaît aux femmes le droit de décider du nombre et de l'espacement des naissances et interdit la stérilisation et l'avortement obligatoires. Dans la pratique, des mesures rigoureuses de contrôle des naissances sont imposées au Tibet par la force et la contrainte. On continue à recevoir des informations faisant état de campagnes d'avortement et de stérilisation forcés dans les villages, ou même en ville, par exemple dans le quartier de Chushur à Lhasa, où 308 femmes ont été stérilisées en un mois vers la fin de 1996. Des réfugiés parvenus en Inde et au Népal signalent aussi des mesures coercitives, y compris le refus de délivrer une carte d'enregistrement et d'accorder diverses prestations sociales pour les nouveau-nés au-delà du nombre fixe d'enfants, ainsi que la perte de l'emploi ou de lourdes amendes si une femme ne consent pas à se faire avorter ou stériliser.»

### Les types de torture
La société pour les peuples menacés, une organisation non gouvernementale dotée du statut consultatif spécial auprès des Nations unies, indique dans un rapport de 1997 :  « la pratique de la torture était endémique dans les commissariats de police et les centres de détention au Tibet (E/CN.4/1997/7, par. 59). Dans les commissariats, les formes de tortures et de mauvais traitements signalés étaient notamment les suivantes : coups de pied; passage à tabac; décharges électriques provoquées avec des matraques ou de petits générateurs électriques; utilisation de menottes autoserrantes; privation de nourriture; exposition à des valeurs extrêmes de température (alternance de chaud et de froid); obligation de rester dans des positions difficiles; obligation de rester debout dans de l'eau froide; enchaînement prolongé de détenus placés bras et jambes écartés contre un mur; application d'objets chauffés sur la peau; coups donnés avec des barres de fer sur les articulations ou les mains.» . Ce rapport précise que des médecins ont pu constater des traces de tortures lors d'examens médicaux de réfugiés tibétains, confirmant ainsi celles-ci notamment sur des enfants. Un ancien prisonnier tibétain, Tenzin Bagdro, fait état d'électrochocs, de coups et de brûlures de cigarettes sur le visage.

## Témoignages
(octobre 2015).

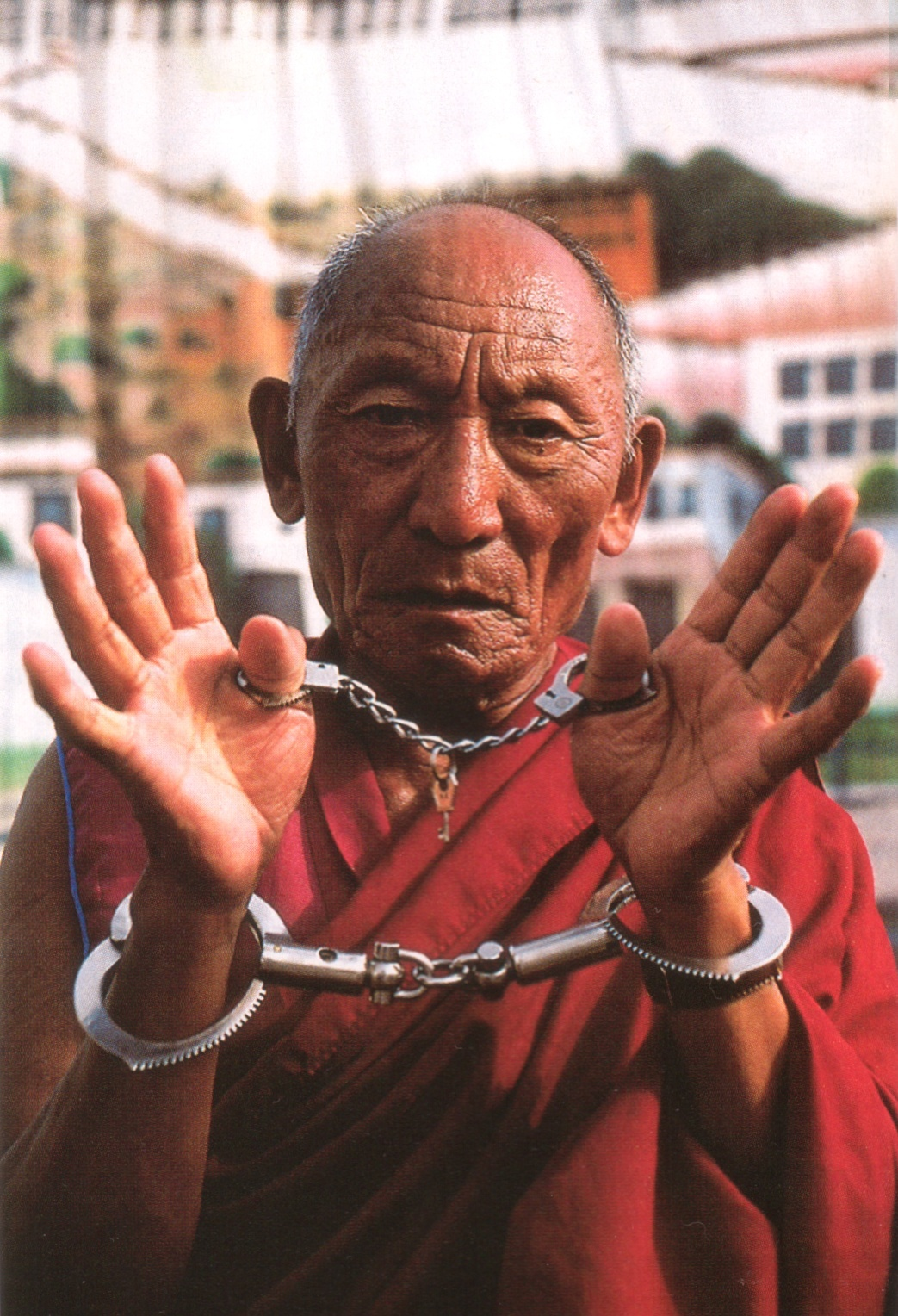
Palden Gyatso, en juillet 2000, en France

- Palden Gyatso (1933-) un moine tibétain fera la description de 33 ans de prison dans un livre Le Feu sous la neige traduit en 9  langues.  Il décrit en particulier les tortures infligées dont le thamzing qui est une séance d'autocritique où la victime doit avouer ses fautes devant d'autres prisonniers qui l'accuseront, l'insulteront et le tabasseront. Cette torture peut durer des semaines et conduire au suicide[31]. Il décrit également les tortures infligées à l'aide d'une matraque électrique :

« Il s’était rapproché du râtelier à matraques. Il en sélectionna une, plus courte, d’une trentaine de centimètres de long, et la brancha afin de la recharger. Il y eut des étincelles accompagnées de crépitements. "Pourquoi es-tu ici ?" poursuivit-il. "Parce que j’ai placardé des affiches à Lhassa réclamant l’indépendance du Tibet." "Alors tu veux toujours Rang-tsèn ?" demanda-t-il d’un ton plein de défi. Il n’attendit pas ma réponse. Il débrancha la matraque électrique et commença à me titiller ici et là avec son nouveau joujou. À chaque décharge, je tressaillais des pieds à la tête. Puis tout en criant des obscénités, il m’enfonça la pointe dans la bouche, la sortit, l’enfonça de nouveau. Il retourna ensuite près du mur et en choisit une plus longue. J’avais l’impression que mon corps se désintégrait. Je me rappelle vaguement qu’un des gardes fourra ses doigts dans ma bouche pour me tirer sur la langue afin de m’empêcher d’étouffer. Il me semble aussi qu’un des Chinois présents, écœuré, sortit précipitamment de la pièce. Je me souviens comme si c’était hier des vibrations qui me secouaient tout entier sous l’effet des décharges : le choc vous tenait sous son emprise, pareil à un violent frisson. Je sombrai dans l’inconscience et en me réveillant, je découvris que je gisais dans une mare de vomissures et d’urine. Depuis combien de temps étais-je là ? Je n’en avais pas la moindre idée. J’avais la bouche enflée, je pouvais à peine bouger la mâchoire. Au prix d’une souffrance indicible, je crachai quelque chose : trois dents. Plusieurs semaines s’écouleraient avant que je puisse à nouveau manger des aliments solides. En définitive, je perdis toutes mes dents. »

- Tenzin Choedrak  (1922-2001) est l'ancien médecin du  dalaï-lama, arrêté comme tel, il est jeté dans une prison où les cellules comprenaient 10 à 20 détenus. Il a subi des séances de rééducations ou lavage de cerveau, et fut condamné au supplice du gyanching (carcan emprisonnant le cou et les poignets fixé sur les épaules, obligeant à étendre les bras comme un crucifié). Il a aussi reçu des coups de bottes sur la poitrine et fut aspergé d’eau. Considéré comme irrécupérable il fut déplacé en Chine. Sur 76 prisonniers qui l’accompagnaient, 21 ont survécu.  Puis il fut ramené au Tibet, et emprisonné à Drapchi[33] En 1976, il fut envoyé comme médecin au camp de Trigung jusque fin 1978[34]. La durée totale de son emprisonnement a duré près de 22 ans de 1959 à 1980.
- Thakgyam est un Tibétain de 77 ans qui a vécu la terreur dans l'Amdo en 1958 : « une fois, ils m'ont forcé à entourer de mes bras le tuyau en fer d'un poêle. Ils ont avivé le feu et l'ont laissé flamber jusqu'à ce que mes vêtements brûlent. Ma sueur coulait jusqu'au sol et ma poitrine est devenue rouge très sombre. Et, une autre fois encore, ils ont fait tremper une corde dans l'eau et m'ont attaché les mains dans le dos en serrant et ont tiré mes bras vers le haut jusqu'à ce qu'ils touchent l'arrière de ma tête. »[35]